# انتقاد منظمة التجارة العالمية

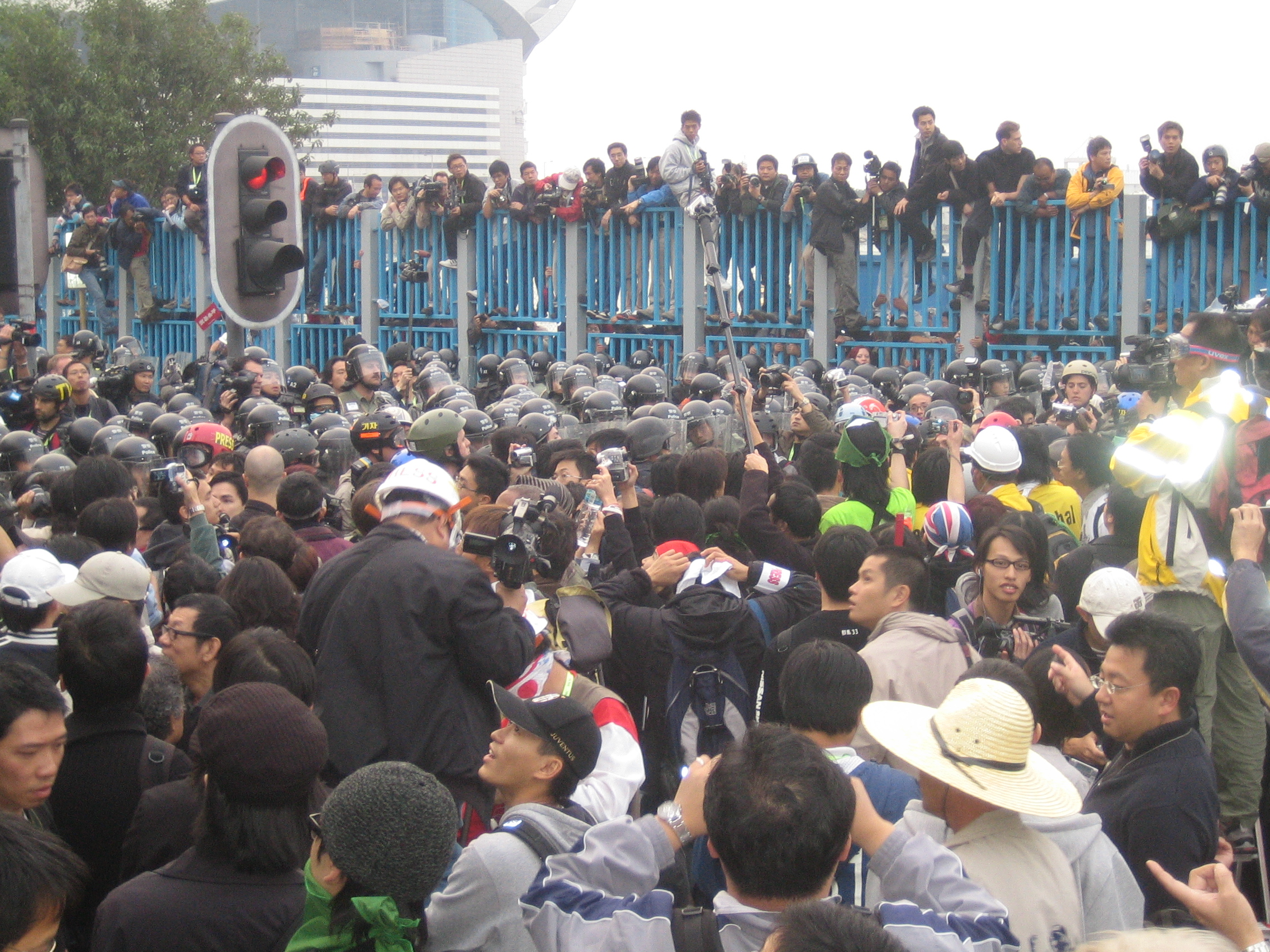
محتون يصطدمون مع شرطة هونغ كونغ في وان تشاي منطقة الواجهة البحرية خلال الاجتماع الوزراي لمنظمة التجارة العالمية في 2005.

الهدف المعلن لمنظمة التجارة العالمية (WTO) هو «ضمان تدفق التجارة بشكل سلس، كما هو متوقع وقدر ممكن من الحرية». ومع ذلك فمن المهم أن نلاحظ أن منظمة التجارة العالمية لا تدعي أن تكون «سوق حرة» منظمة. وفقاً لمنظمة التجارة العالمية فإنها «توصف في بعض الأحيان كمؤسسة» التجارة الحرة«، ولكن هذا ليس دقيقاً تماماً. إن النظام يسمح بالتعريفات (الجمركية)، وفي ظروف محدودة تسمح بغيرها من أشكال الحماية. وبدقة أكثر هو نظام من القواعد مخصص للمنافسة المفتوحة، العادلة وغير المشوهة.»
ومع ذلك فإن إجراءات وأساليب منظمة التجارة العالمية تثير الكراهية الشديدة. من بين أمور أخرى، اتهمت منظمة التجارة العالمية باتساع الفجوة الاجتماعية بين الأغنياء والفقراء التي ادعت أنها تضيقها. وتقدر الأونكتاد أن تشوهات السوق كلفت البلدان النامية 700000000000 دولار سنوياً في فقدان عائدات التصدير.